# Алания (национальный парк)
Национальный парк «Ала́ния» образован 18 февраля 1998 года «в целях сохранения уникальных природных комплексов в юго-западной части Республики Северная Осетия — Алания, использования их в природоохранных, просветительских, научных и культурных целях, создания условий для развития организованного туризма в этой зоне».

## История
С конца 50-х годов XX века в научных кругах Северной Осетии поднимался вопрос о создании национального парка в республике. Одним из первых шагов по созданию парка в 1958 году стала организация заказника «Цейский» в предгорно-горной зоне на площади около 30 гектаров. В дополнение к этому заказнику были организованы охотничьи хозяйства — заказники видового характера: «Заманкульский», «Змейско-Николаевский», «Турмон», «Саурский», «Махческий». В 1967 году открылось ещё одно природоохранное учреждение — Северо-Осетинский государственный заповедник.
В дальнейшем в поддержку создания парка выступали Т. Басиев (заместитель председателя Северо-Осетинского Совета Всероссийского общества охраны природы) и X. Гобеев (заместитель начальника управления лесного хозяйства, главный лесничий).
Большой вклад в обсуждение темы о создании парка внесли публикации в газете «Социалистическая Осетия»: статья «Национальный парк: прихоть или необходимость?» под авторством  А. С. Будун (доцента кафедры физической географии Северо-Осетинского государственного университета им. К. Л. Хетагурова) и статьи «Нужен национальный парк», «Национальный парк — кто „за“?» и «Снова о национальном парке» под авторством Б. М. Бероева.
По инициативе преподавателей географического факультета Северо-Осетинского государственного университета и под их руководством по проблеме создания национального парка разрабатывались дипломные проекты студентов — выпускников факультета.
Существовали идеи создания парка в междуречье Ардона и Уруха или в предгорных землях самого низкого из хребтов Большого Кавказа — Лесистого, от Военно-Грузинской дороги до границ Кабардино-Балкарии.
Наибольшее количество сторонников оказалось у идеи создания этой природоохранной организации в самой западной части республики — Горной Дигории.
18 февраля 1998 года было подписано Постановление о создании национального парка в Республике Северная Осетия — Алания. Согласно этому документу, национальный парк «Алания» является эколого-просветительским и научно-исследовательским учреждением, территория которого включает большое количество природных, исторических и культурных памятников, имеющих экологическую, историческую и культурную ценность.
На начальном этапе работы по организации национального парка всю подготовительную работу взял на себя министр лесного хозяйства республики К. Д. Хетагуров, который занялся укомплектованием кадров для руководства национальным парком и обменом опытом с соседними субъектами Российской Федерации, в которых национальные парки уже были созданы. В первый год работы при активном участии общественности руководство национального парка организовало природоохранную акцию под названием «Ёлочная кампания».
Силами руководства национального парка и привлечённых научных работников была развёрнута разработка проекта "Биогеографические основы функционального зонирования национального парка «Алания», поддержанного Министерством экологии республики и профинансированного из средств республиканского экологического фонда. Такого рода финансовой подпиткой национальный парк заметно поддерживает свою работу по пропаганде экологических знаний.
В апреле 1999 года коллектив национального парка участвовал в «Марше парков». На территории национального парка «Алания» состоялся журналистский десант, выезд агитбригады, ряд экскурсий.
При активном участий профессора С. А. Бекузаровой, кандидатов наук П. И. Вейнберга, К. П. Попова и студенческих коллективов вузов республики, в первую очередь, клубов «Виола» из СОГУ и «Экое», был реализован научно-исследовательский проект по зонированию территории национального парка.
Национальный парк планирует работы по охране природного комплекса, научным исследованиям, рекреационной деятельности, созданию экологических троп и маршрутов спортивного туризма, альпинизма и т. д.

## География
Национальный парк расположен в высокогорном районе на северном склоне центрального Кавказа. Минимальная высота парка 1350 метров над уровнем моря, максимальная — 4646 метров (гора Уилпата).  Его территория со всех сторон окаймлена цепью высоких хребтов и попасть сюда можно только по единственной горной дороге в долине реки Урух через уникальный каньон Ахсинта. Северная граница парка начинается от селения Мацута, проходит по левому берегу реки Сонгутидон до селения Дунта, затем по границе с Северо-Осетинским заповедником до государственной границы с Грузией. Затем следует на запад по границе с Грузией до границы Северной Осетии-Алании с Кабардино-Балкарской республикой, до верховий реки Билагидон, впадающей в реку Урух у селения Ахсау. Далее граница идет на север по правому берегу реки Урух до исходной точки у селения Мацута.

## Природа

### Фауна
Животный мир национального парка очень богат, что связано с разнообразием естественных ландшафтов. Здесь отмечено 34 вида млекопитающих, из которых наиболее интересными являются, живущие в высокогорье — восточнокавказский тур и серна, имеющая статус кавказского подвида. В смешанных лесах встречаются также косуля, як, кабан и бурый медведь. Самым обычным из мелких хищников парка является лисица, в лесах и в скальном поясе обитают лесная и каменная куницы. На обширных каменных осыпях субальпики живёт эндемичный подвид горностая. В сосновых лесах встречается акклиматизированная в 50-х годах XX столетия алтайская обыкновенная белка. В лиственных лесах парка по сырым лугам и полянам обитают самые мелкие насекомоядные животные парка — землеройки. В селениях ущелья, на чердаках жилых домов живут рукокрылые или летучие мыши — серые ушаны.
В парке отмечено 116 видов птиц, из них 39 видов оседлые, 27 — пролётные, 5 — прилетают зимовать, 3 — залётные и 42 (а вместе с оседлыми 81 вид) гнездящихся вида. Из тайги сюда проникли сибирские виды — мохноногий сыч, клёст, снегирь. Представитель европейской фауны — певчий дрозд. Красношапочный вьюрок — из Средиземноморья. Бородач, улар, альпийская завирушка пришли из Центральной Азии. Такому смешению фаун способствует геоположение Кавказа.
| Виды, включённые в Красную книгу РФ | Виды, включённые в Красную книгу РФ |
| Название                            | Научное название                    |
| ----------------------------------- | ----------------------------------- |
| Беспозвоночные                      |                                     |
| Альпийский усач                     | Rosalia alpina                      |
| Армянский шмель                     | Bombus armeniacus                   |
| Венгерская жужелица                 | Carabus hungaricus                  |
| Кавказская жужелица                 | Carabus caucasicus                  |
| Необыкновенный шмель                | Bombus paradoxus                    |
| Обыкновенный аполлон                | Parnassius apollo                   |
| Красотел пахучий                    | Calosoma sycophanta                 |
| Птицы                               |                                     |
| Авдотка                             | Burhinus oedicnemus                 |
| Балобан                             | Falco cherrug                       |
| Белоголовый сип                     | Gyps fulvus                         |
| Беркут                              | Aquila chrysaetos                   |
| Большой подорлик                    | Aquila clanga                       |
| Бородач                             | Gypaetus barbatus                   |
| Кавказский тетерев                  | Lyrurus mlokosiewiczi               |
| Курганник                           | Buteo rufinus                       |
| Малый подорлик                      | Aquila pomarina                     |
| Могильник                           | Aquila heliaca                      |
| Обыкновенный серый сорокопут        | Lanius excubitor excubitor          |
| Сапсан                              | Falco peregrinus                    |
| Степной лунь                        | Circus macrourus                    |
| Степной орел                        | Aquila rapax                        |
| Филин                               | Bubo bubo                           |
| Млекопитающие                       |                                     |
| Кавказская выдра                    | Lutra lutra meridionalis            |
| Кавказская лесная кошка             | Felis silvestris caucasica          |
| Малый подковонос                    | Rhinolophus hipposideros            |

### Флора
Большое разнообразие форм рельефа с разнообразным почвенным покровом создают условия для образования в этом районе разнообразия растительных сообществ, что сказывается и на богатстве флоры (более 1 000 видов растений). Уникальность флоры определяется наличием в ней узко региональных и эндемичных видов (колокольчик доломитовый, харезия Акинфиева, рожь дигорская, горечавка кавказская и пр.).
Для парка характерна сравнительно большая лесистость, достигающая 60 %. Леса, состоящие из сосны Коха, ольхи серой и берёзы Литвинова, поднимаются до высоты 1 900—2 200 м, выше — субальпийские луга, образованные мезофитными видами — астрой альпийской, маком горным, камнеломками, вероникой горечавковидной и др. Сосново-берёзовые леса занимают 50 % покрытой лесом площади. Встречаются смешанные сосново-берёзовые, с примесью осины, ив и клёна Траутфеттера, леса.
Северные склоны занимают субальпийские берёзовые криволесья и небольшие пятна рододендрона кавказского.
Вдоль русел рек растут заросли облепихи и мирикарии.
В Донифарс-Задалеской котловине произрастают сухолюбивые (ксерофитные) растения: полынь, чабрец, типчак, астрагал обожжённый; изредка — можжевельник, шиповник, барбарис, жостер Палласа и др.
На территории парка известно более 50 видов лекарственных растений: кровохлёбка, пятилисточник кустарниковый, душица и тмин обыкновенный.
| Виды, включённые в Красную книгу РФ             | Виды, включённые в Красную книгу РФ |
| Название                                        | Научное название                    |
| ----------------------------------------------- | ----------------------------------- |
| Грибы                                           |                                     |
| Гиропор каштановый, каштановый гриб, каштановик | Gyroporus castaneus                 |
| Гиропор синеющий, синяк                         | Gyroporus cyanescens                |
| Ежевик коралловидный                            | Hericium coralloides                |
| Паутинник фиолетовый                            | Cortinarius violaceus               |
| Лишайники                                       |                                     |
| Лептогиум Гильденбранда                         | Leptogium hildenbrandii             |
| Летария волчья                                  | Letharia vulpina                    |
| Лобария легочная                                | Lobaria pulmonaria                  |
| Лобария широкая                                 | Lobaria amplissima                  |
| Уснея цветущая                                  | Usnea florida                       |
| Покрытосеменные                                 |                                     |
| Анакамптис пирамидальный                        | Anacamptis pyramidalis              |
| Безвременник великолепный                       | Colchicum speciosum                 |
| Берёза Радде                                    | Betula raddeana                     |
| Кладохета чистейшая                             | Cladochaeta candidissima            |
| Ковыль красивейший                              | Stipa pulcherrima                   |
| Ковыль перистый                                 | Stipa pennata                       |
| Колокольчик ардонский                           | Campanula ardonensis                |
| Колокольчик доломитовый                         | Campanula dolomitica                |
| Колокольчик осетинский                          | Campanula ossetica                  |
| Колокольчик холодолюбивый                       | Campanula kryophila                 |
| Лжепузырник пальчатый                           | Pseudovesicaria digitata            |
| Лимодорум недоразвитый                          | Limodorum abortivum                 |
| Надбородник безлистный                          | Epipogium aphyllum                  |
| Пальцекорник трёхлистный                        | Dactylorhiza triphylla              |
| Петрокома Гёффта                                | Petrocoma hoefftiana                |
| Подснежник белоснежный, узколистный             | Galanthus nivalis                   |
| Подснежник широколистный                        | Galanthus platyphyllus              |
| Пыльцеголовник длиннолистный                    | Cephalanthera longifolia            |
| Пыльцеголовник красный                          | Cephalanthera rubra                 |
| Пыльцеголовник крупноцветковый                  | Cephalanthera damasonium            |
| Пырей ковылелистный                             | Elytrigia stipifolia                |
| Хордэлимус европейский                          | Hordelymus europaeus                |
| Шафран долинный                                 | Crocus vallicola                    |
| Ятрышник клопоносный                            | Orchis coriophora                   |
| Ятрышник мужской                                | Orchis mascula                      |
| Ятрышник обезьяний                              | Orchis simia                        |
| Ятрышник обожжённый                             | Orchis ustulata                     |
| Ятрышник пурпурный                              | Orchis purpurea                     |
| Ятрышник раскрашенный                           | Orchis picta                        |
| Ятрышник трёхзубчатый                           | Orchis tridentata                   |
| Ятрышник шлемоносный                            | Orchis militaris                    |

## Достопримечательности

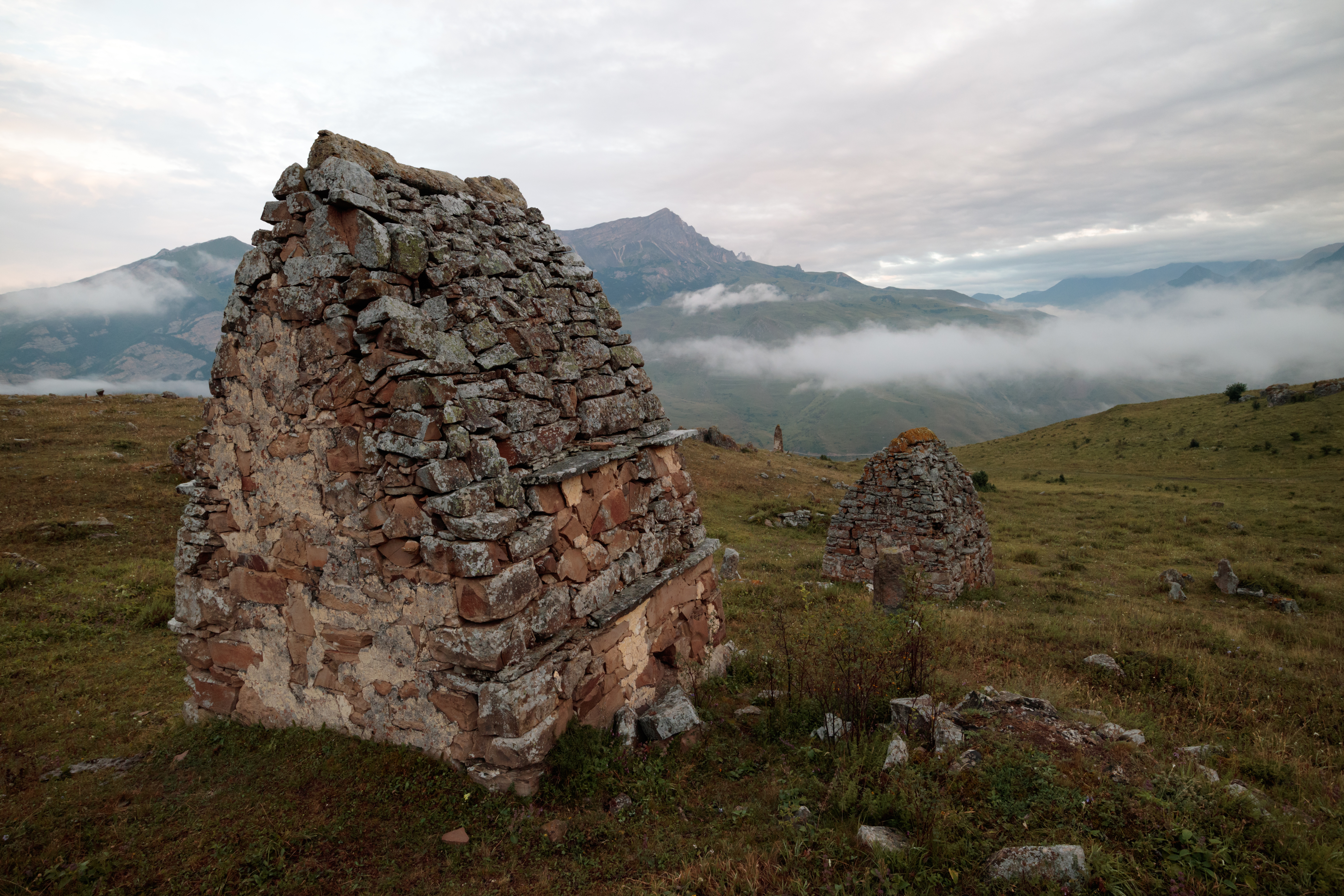
Донифарско-Лезгорский некрополь

В национальном парке «Алания» и его охранной зоне сохранилось много исторических памятников. С глубокой древности человек использовал для стоянок пещеры и скальные гроты и навесы, которых особенно много на Скалистом хребте. В окрестностях села Задалеск известна пещера Дигори-изад с многочисленным палеозоологическим материалом. Некоторые пещеры укреплялись каменными стенами. Такие пещерные укрепления есть в селении Лезгор. Известны аланские катакомбные могильники в селениях Донифарс, Кумбулта. В охранной зоне национального парка «Алания» и прилегающих территориях сохранились средневековые башни (башня Седановых), жилые и оборонительные укрепления (Белый греческий замок, Замок-фрегат в Ханазе, памятники сел Кумбулта, Лезгор), святилища (церковь «Сатайи Обау»), во многих из них имеется костный материал: рога туров, оленей, серн, домашних животных. По остаткам рогов животных произведены палеозоологические реконструкции. В некоторых селениях (Мацута, Галиат, Дзинага, Фаснал и др.) имеются средневековые склепы-усыпальницы.
Среди природных объектов парка заслуживают внимания: озёра ледникового происхождения (Микелай, Гуларские, Бартуйское, Мадзаскацад и др.), многочисленные водопады (Галдоридон, Таймази, Солдат на реке Орсдон (Урсдон), Чертова мельница на реке Харесидон, Гавизед  на левом притоке р. Харесидон — реке Гавизед и т. д.), гигантские валуны (например, в Фастагском ущелье), ледники (Караугомский, Тана, 13 ледников бассейна р. Хазнидон, 34 — р. Урух, 26 — р. Айгамугидон и др.), ущелья (Билагидонское, Хареское, Гебидонское, Караугомское и Уаллагкомское), горные торфяники (Чифандзар, Хареский и Кубусский) и др.

### Список башен расположенных в границах парка и его охранной зоны

#### В селенииАхсау
Башня Телакуровых;
Башня Тегаевых;
Башня Бузоевых;
Башни Цалиевых, Саракаевых и Огоевых.

#### В селении Верхний Фаснал
Башня Кубатиевых;
Башня Тухаевых.

#### В селении Камата
Башня Кертибиевых.

#### В селении Кусу
Башня Таймазовых;
Башня Кантемировых.

#### В селенииМахческ
Башня Абисаловых.

#### В селенииСтур-Дигора
Башня Хаймановых.

#### В селении Уакац (Вакац)
Башня  Миндзаевых;
Башня Цакоевых.